# Joekie Broedelet

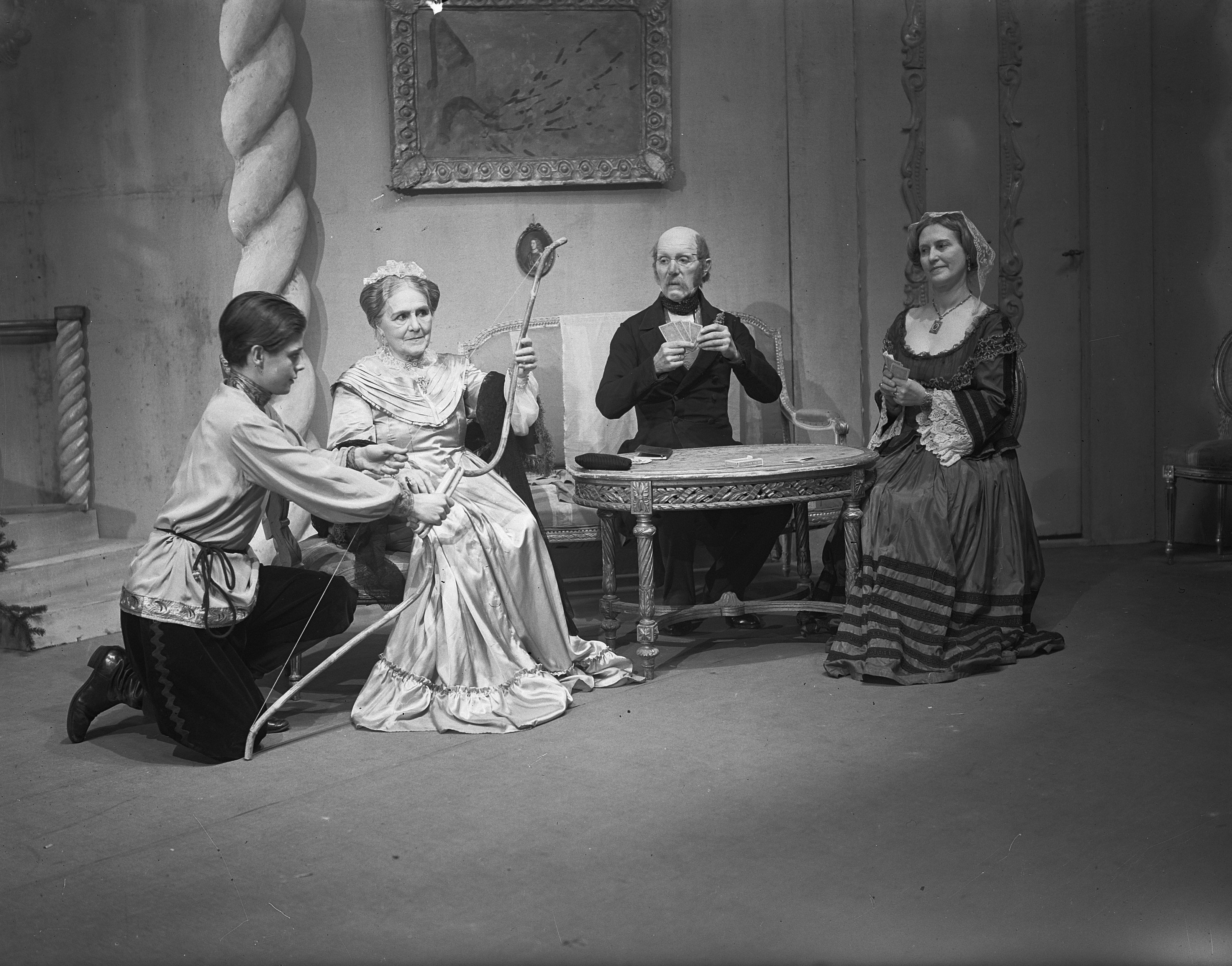
Joekie Broedelet; rechts

Wilhelmina Joekie Broedelet (geboren 4. Oktober 1903 in Den Haag; gestorben 3. Juli 1996 in Amsterdam) war eine niederländische Schauspielerin und Regisseurin.

## Leben
Joekie Broedelet wurde am 4. Oktober 1903 in Amsterdam geboren. Sie war die Tochter des Dramatikers und Schauspielers Johan Wouter Broedelet (1877–1946) und Wilhelmina Christina van den Heuvel (1880–1939). Ihre Kindheit war nicht einfach, die Ehe der Eltern war schlecht und ihr Vater litt unter Depressionen. Die Theaterwelt lernte sie durch ihren Vater früh kennen, da sie Aufführungen seiner Stücke besuchte und auch zu Hause viel über Theater gesprochen wurde. Die Schule brach sie ab und ihr Vater, der immer mit Verachtung über die Schule gesprochen hatte, hatte ihr eine Stelle bei „Princesse Toneel“ in Den Haag vermittelt. 1923 gab Joekie Broedelet ihr Bühnendebüt in dem Stück Dicky van Armont, Gerbidon und Manoussi.
In den 1920er Jahren war Broedelet häufig im „Rattekelder“ anzutreffen, wo auch Schriftsteller und Dichter wie Adriaan Roland Holst, Martinus Nijhoff, Ben van Eysselsteijn und Jan Campert zu Gast waren. Eysselsteijn und Campert verliebten sich in sie, doch Broedelet wusste nicht, für wen er sich entscheiden sollte, und reiste mit einem Rheinschiff nach Heidelberg ab. Von dort schrieb sie den beiden, dass sie weggegangen sei, um nachzudenken. Als Campert mit den Worten „Mädchen, was für eine gute Idee“ antwortete, entschied sie sich für ihn. Sie heirateten am 8. Februar 1928 in Den Haag und ihr Sohn Remco wurde ein Jahr später geboren. 1932 verließ Campert Broedelet. Sie lebte mit ihrem Sohn in der Beeklaan, später in der Hooigracht. Da sie oft auf Tournee war, kümmerten sich ihr Vater oder eine Haushälterin um ihn. Sie verdiente tausend Gulden im Jahr und trat in zahlreichen Theaterstücken auf. Damals vermietete sie ihre Wohnung auch an den Dichter Jacques Bloem, als dieser sich gerade von der Schriftstellerin Clara Eggink scheiden ließ. Während des Kriegs lebte ihr Sohn bei ihrer Freundin Mary Moody, damit sie weiterhin auftreten konnte. Sie brauchte das Geld dringend. 1947 begann sie beim „Hofstad Toneel“ zu spielen, danach hatte sie Engagements bei der „Rotterdamse Comedie“, der „Haagsche Comedie“ und dem „Rotterdams Toneel“. Zu ihrem Repertoire gehörten Rollen in „Die Glasmenagerie“ von Tennessee Williams und „Candida“ von Bernard Shaw. In den 1940er und 1950er Jahren unternahm sie mehrere große Tourneen durch Indonesien, die USA, Mexiko, Korsika und Italien.
Über ihre Reisen veröffentlichte sie Geschichten in „Je neemt jezelf overal mee“ von 1959, in denen sie auch an ihre Bühnenkarriere erinnert. Im Auftrag der Stiftung für kulturelle Zusammenarbeit zwischen den Niederlanden, Indonesien, Suriname und den Niederländischen Antillen ging sie 1960 für zwei Jahre auf die Niederländischen Antillen. Wie arbeitete dort als Schauspielerin und war als Regisseurin mit Laiengruppen tätig.
Ab Ende der 1960er Jahre trat Broedelet in Fernsehserien wie „Swiebertje“ (1968) und „Kleine zielen“ (1969) auf. 1975 verabschiedete sie sich mit einem Auftritt in Tschechows „Die drei Schwestern“ von der Repertoirebühne. Danach spielte sie in mehreren Spielfilmen mit, darunter „Grijpstra & de Gier“ (1979) von Wim Verstappen und „Een pak slaag“ (1979) von Bert Haanstra. Sie war auch als Theaterübersetzerin und Kritikerin tätig. Zwischen 1988 und 1990 spielte sie Franks eigensinnige Großmutter in der Sesamstraße, wahrscheinlich eine ihrer bekanntesten Rollen.
Joekie Broedelet starb nach kurzer Krankheit am 3. Juli 1996 in Amsterdam.